# Big Comic Spirits
Big Comic Spirits (яп. ビッグコミックスピリッツ, Biggu Komikku Supirittsu) — щотижневий японський журнал сейнен-манґи, що публікується видавництвом Shogakukan. Перший номер вийшов 14 жовтня 1980 року. Їжа, спорт, романтика та бізнес є постійними темами журналу, а історії часто ставлять під сумнів загальноприйняті цінності. Журнал виходить щопонеділка. Тираж у 2008 році в середньому становив понад 300 000 примірників, але до 2015 року знизився до 168 250 примірників. У 2009 році Shogakukan запустив сестринський журнал, Monthly Big Comic Spirits.

## Історія
Big Comic Spirits почав виходити 14 жовтня 1980 року як щомісячний журнал. Наступного червня журнал почав виходити раз на півмісяця, а саме 15-го та 30-го числа кожного місяця. Починаючи з квітня 1986 року журнал став щотижневим, і нові випуски виходять щопонеділка.

## Найпопулярніші серії манґи, видані в журналі
- Maison Ikkoku (Такахасі Руміко)
- Oishinbo (Карія Тецу, Ханасакі Акіра)
- Yawara! (Урасава Наокі)
- Crying Freeman (Ікегамі Рьоіті, Кадзуо Койке)
- Tokyo Daigaku Monogatari (Егава Тацуя)
- Happy! (Урасава Наокі)
- Uzumaki (Іто Дзюндзі)
- 20th Century Boys (Урасава Наокі)
- Saikano (Такахасі Сін)
- Gyo (Іто Дзюндзі)
- Homunculus (Ямамото Хідео)
- Say Hello to Black Jack (Сато Сюхо)
- Goodnight Punpun (Ініо Асано)
- I Am a Hero (Ханадзава Кенго)
- Rainbow: Nisha Rokubō no Shichinin (Абе Джордж, Какідзакі Масасумі)
- Dead Dead Demon's Dededede Destruction (Ініо Асано)
- Aoashi (Кобаясі Юго)
- Dance Dance Danseur (Асакура Джордж)
- Asadora! (Урасава Наокі)
- Orb: On the Movements of the Earth (Уото)